# Eastport (Nueva York)
Eastport es un lugar designado por el censo (en inglés, census-designated place, CDP) ubicado en el condado de Suffolk, en el estado de Nueva York, Estados Unidos. Según el censo de 2020, tiene una población de 2219 habitantes.
Está situado en la región de South Shore (Costa Sur) de Long Island.

## Geografía
La localidad está ubicada en las coordenadas 40°50′06″N 72°44′06″O / 40.83508, -72.735052 (40.83508, -72.735052). Según la Oficina del Censo, tiene una superficie total de 11.85 km², de los cuales 11.52 km² corresponden a tierra firme y 0.33 km² están cubiertos de agua.

## Demografía
Según el censo de 2000, en ese momento los ingresos medios de los hogares eran de $50,550 y los ingresos medios de las familias eran de $52,917. Los hombres tenían ingresos medios por $40,163 frente a los $35,000 que percibían las mujeres. Los ingresos per cápita para la localidad eran de $24,391. Alrededor del 6.6% de la población estaba por debajo de la línea de pobreza.
De acuerdo con la estimación 2017-2021 de la Oficina del Censo, los ingresos medios de los hogares son de $121,250 y los ingresos medios de las familias son de $138,333. Alrededor del 6.0% de la población está por debajo de la línea de pobreza.